# Campionati europei di ciclismo su strada 2009 - Cronometro femminile Under-23
La cronometro femminile Under-23 dei Campionati europei di ciclismo su strada 2009 si è svolta il 1º luglio 2009 in Belgio, con partenza ed arrivo da Hooglede, su un percorso totale di 28,1 km. La medaglia d'oro è stata vinta dall'olandese Ellen van Dijk con il tempo di 36'41" alla media di 41,054 km/h, l'argento alla svedese Emilia Fahlin e a completare il podio l'altra olandese Marianne Vos.
Partenza per 40 cicliste, tutte completarono la gara.

## Classifica (Top 10)
| Pos. | Corridore          | Squadra     | Tempo   |
| ---- | ------------------ | ----------- | ------- |
| 1    | Ellen van Dijk     | Paesi Bassi | 36'41"  |
| 2    | Emilia Fahlin      | Svezia      | a 20"   |
| 3    | Marianne Vos       | Paesi Bassi | a 24"   |
| 4    | Svitlana Halyuk    | Ucraina     | a 35"   |
| 5    | Trine Schmidt      | Danimarca   | a 48"   |
| 6    | Mélodie Lesueur    | Francia     | a 55"   |
| 7    | Valeriya Kononenko | Ucraina     | a 1'12" |
| 8    | Viktoriya Kondel   | Russia      | a 1'18" |
| 9    | Latoya Brulee      | Belgio      | a 1'22" |
| 10   | Katie Colclough    | Regno Unito | a 1'33" |